# Почтовые марки России (2009)
Почтовые марки России (2009) — каталог почтовых марок как знаков почтовой оплаты, введённых в обращение «Почтой России» в 2009 году.
Всего в этом году было выпущено 91 почтовая марка, 12 почтовых блоков и 36 малых листов.

## Список коммеморативных марок
Порядок следования элементов в таблице соответствует номеру по каталогу марок России на официальном сайте издатцентра «Марка», в скобках приведены номера по каталогу «Михель».
| № | Изображение | Описание | Номинал                       | Дата        | Тираж                  | Художник                  | П      |
| --- | ----------- | --- | ----------------------------- | ----------- | ---------------------- | ------------------------- | ------ |
| № 1295 (Mi #1527) № 1296 (Mi #1528) № 1297 (Mi #1529) |             | Россия. Регионы: - Воронежская область. Рамонский замок принцессы Ольденбургской, природный историко-археологический музей-заповедник «Дивногорье», модель самолета ИЛ-96 производства Воронежского авиационного завода. - Челябинская область. Панорама Магнитогорского металлургического комбината им. В. И. Ленина, фрагмент решетки Каслинского художественного литья; модель трактора производства Челябинского тракторного завода. - Саратовская область. Саратовский мост через реку Волгу, соединяющий Саратов и Энгельс, модель троллейбуса производства завода ЗАО «ТролЗа». | 9.00 руб.                     | 17 января   | 230 000                | Бельтюков В.              | [ 3 ]  |
| № 1298 (Mi #1530) |             | Совместный выпуск. Российская Федерация — Республика Куба. 50 лет победы Кубинской революции Портрет Эрнесто Че Гевары (с фотографии Альберто Корды «Доблестный партизан»), национальный флаг Республики Куба. | 10.00 руб.                    | 19 января   | 210 000                | Лучникова О.              | [ 4 ]  |
| № 1299 (Mi #1531) (Mi #1531KB) |             | 300 лет Центральному военно-морскому музею. Здание музея на Стрелке Васильевского острова, логотип Центрального военно-морского музея, Андреевский флаг. | 7.00 руб.                     | 22 января   | 450 000 50 000         | Бетрединова Х.            | [ 5 ]  |
| № 1300 (Mi #1532) (Mi #1532KB) № 1301 (Mi #1533) (Mi #1533KB)                                                                                             |             | 175 лет со дня рождения В. Г. Перова (1834—1882), живописца: - В. Г. Перов. Автопортрет. 1851 г. КМРИ. - В. Г. Перов. Чаепитие в Мытищах, близ Москвы. 1862 г. ГТГ. | 9.00 руб.                     | 28 января   | 600 000 60 000         | Поварихин А.              | [ 6 ]  |
| № 1302 (Mi #1534BL117) |             | 175 лет со дня рождения Д. И. Менделеева (1834—1907) ученого, химика. Фотография Д. И. Менделеева работы Ф. И. Блумбаха, эталонные весы фирмы «Неметц» 1895 г., друза горного хрусталя из коллекции минералов Д. И. Менделеева. | 15.00 руб.                    | 6 февраля   | 120 000                | Поварихин А.              | [ 7 ]  |
| № 1303 (Mi #1535) (Mi #1535KB) |             | 100 лет со дня рождения Г. Я. Бахчиванджи (1909—1943), летчика-испытателя. Портрет Г. Я. Бахчиванджи и модель самолета БИ-1. | 10.00 руб.                    | 16 февраля  | 800 000 100 000        | Комса Р.                  | [ 8 ]  |
| № 1304 (Mi #1536) (Mi #1536KB) |             | 75 лет со дня рождения Ю. А. Гагарина (1934—1968).Ранее не публиковавшаяся фотография Ю. А. Гагарина, сделанная 12 апреля 1961 года сразу после приземления корабля «Восток». | 10.00 руб.                    | 6 марта     | 1 200 000 120 000      | Московец А.               | [ 9 ]  |
| № 1305 (Mi #1537BL118) |             | 150 лет со дня рождения А. С. Попова (1859—1906), физика, электротехника, изобретателя. Портрет А. С. Попова, телефонный приёмник (1900) и его схема. | 20.00 руб.                    | 16 марта    | 120 000                | Дробышев А.               | [ 10 ] |
| № 1306 (Mi #1542BL120) |             | 200 лет со дня рождения Н. В. Гоголя (1809—1852), писателя. Портрет Н. В. Гоголя кисти Ф. А. Моллера (1840-е гг.) и натюрморт, символизирующий творческую натуру писателя. | 15.00 руб.                    | 1 апреля    | 120 000                | Яковлева О.               | [ 11 ] |
| № 1307 (Mi #1538) № 1308 (Mi #1539) № 1309 (Mi #1540) № 1310 (Mi #1541) № 1307—1310 (Mi #1538—1541BL119)                                                  |             | 200 лет со дня рождения Н. В. Гоголя (1809—1852), писателя. Иллюстрации к произведениям Н. В. Гоголя: - «Ревизор», 1836 г. - «Мёртвые души», 1842 г. - «Шинель», 1842 г. - «Тарас Бульба», 1835 г. | 6.00 7.00 8.00 9.00 руб.      | 1 апреля    | 130 000                | Яковлева О.               | [ 12 ] |
| № 1311 (Mi #1543) (Mi #1543KB) № 1312 (Mi #1544) (Mi #1544KB) № 1313 (Mi #1545) (Mi #1545KB) № 1314 (Mi #1546) (Mi #1546KB) № 1311—1314 (Mi #1543—1546KB) |             | К 65-летию Победы в Великой Отечественной войне 1941—1945 гг. Оружие победы. Стрелковое оружие: - Самозарядная винтовка Токарева (СВТ-40), автоматическая винтовка Симонова (АВС-36). - Револьвер Нагана обр. 1895, пистолет Токарева (ТТ) обр. 1933 г. - Пистолет-пулемет Судаева (ППС-43), пистолет-пулемет Шпагина (ППШ-41). - Ручной пулемет Дегтярева (ДП), станковый пулемет Горюнова (СГ-43). | 7.00 8.00 9.00 10.00 руб.     | 27 апреля   | 750 000 50 000 130 000 | Комса Р.                  | [ 13 ] |
| № 1315 (Mi #1547) (Mi #1547KB) |             | Выпуск по программе «Европа». Астрономия. Терскольская обсерватория ИНАСАН и армиллярная сфера на фоне созвездия Большой Медведицы. | 9.00 руб.                     | 5 мая       | 220 000 120 000        | Бельтюков В.              | [ 14 ] |
| № 1316 (Mi #1548) № 1316 (Mi #1549) № 1316—1317 (Mi #1548—1549KB)                                                                                         |             | 175 лет Гидрометеорологической службы России: - Портрет первого руководителя Гидрометеорологической службы России А. Я. Купфера (1799—1865), метеостанция МК-14. - Спутник «Метеор-3М» и карта прогноза приземной температуры. | 8.00 9.00 руб.                | 15 мая      | 210 000 120 000        | Дробышев А.               | [ 15 ] |
| № 1318 (Mi #1550BL121) |             | История Российского государства. 325 лет со дня рождения Екатерины I (1684—1727). Портрет Екатерины I, знак и лента ордена Святой Великомученицы Екатерины, здание Петербургской Академии наук. | 35.00 руб.                    | 21 мая      | 130 000                | Балиев Г.                 | [ 16 ] |
| № 1319 (Mi #1551) (Mi #1551KB) |             | 400-летие добровольного вхождения калмыцкого народа в состав Российского государства. | 7.00 руб.                     | 2 июня      | 450 000 50 000         | Комса Р.                  | [ 17 ] |
| № 1320 (Mi #1552) (Mi #1552KB) № 1321 (Mi #1553) (Mi #1553KB) № 1322 (Mi #1554) (Mi #1554KB) № 1323 (Mi #1555) (Mi #1555KB)                               |             | 50 лет атомному флоту России: - Атомный ледокол «Ленин». - Атомный ледокол «Таймыр». - Атомный ледокол «Ямал». - Атомный ледокол «50 лет Победы». | руб.                          | 18 июня     | 800 000 100 000        | Дробышев А.               | [ 18 ] |
| № 1324 (Mi #1556BL122) |             | 300-летие Полтавской битвы. Картина И. Г. Таннауера «Петр I в Полтавской битве» (1720-е гг., ГРМ), картуш, отражающий боевые заслуги русской армии. | 30.00 руб.                    | 26 июня     | 130 000                | Бельтюков В.              | [ 19 ] |
| № 1325 (Mi #1557) |             | 2009 — Год молодежи. Всероссийский конкурс рисунка «Отчизне посвятим». «Молодёжь построит цветущую Россию» рисунок И. Николаева (г. Омск). | 8.00 руб.                     | 27 июня     | 210 000                | Дробышев А. Чусовитина Д. | [ 20 ] |
| № 1326 (Mi #1558) № 1327 (Mi #1559) № 1328 (Mi #1560) |             | Россия. Регионы: - Республика Ингушетия. Горный пейзаж, древняя архитектура, ингушские народные промыслы. - Томская область. Речной пейзаж, резной наличник, нефтехимический завод. - Чеченская Республика. Мечеть «Сердце Чечни», нефтяная качалка, горный пейзаж. | 9.00 руб.                     | 7 июля      | 230 000                | Бельтюков В.              | [ 21 ] |
| № 1329 (Mi #1561) № 1330 (Mi #1562) № 1331 (Mi #1563) № 1332 (Mi #1564) № 1333 (Mi #1565) № 1329—1333 (Mi #1561—1565BL123)                                |             | 100 лет со дня рождения М. Л. Миля (1909—1970), конструктора: - Ми-1. - Ми-4. - Ми-8. - Ми-34. - Ми-28. | 5.00 6.00 7.00 8.00 9.00 руб. | 10 июля     | 200 000                | Комса Р.                  | [ 22 ] |
| № 1334 (Mi #1566) (Mi #1566KB) № 1335 (Mi #1567) (Mi #1567KB)                                                                                             |             | 125 лет со дня рождения З. Е. Серебряковой (1884—1967), живописца: - З. Е. Серебрякова. За туалетом. Автопортрет. 1909 г. ГТГ. - З. Е. Серебрякова. Зеленя осенью. 1908 г. ГТГ. | 9.00 руб.                     | 15 июля     | 600 000 60 000         | Поварихин А.              | [ 23 ] |
| № 1336 (Mi #1568) |             | 100 лет со дня рождения А. А. Громыко (1909—1989), государственного деятеля, дипломата. Портрет А. А. Громыко и здание Министерства иностранных дел в Москве. | 7.00 руб.                     | 17 июля     | 210 000                | Керносов А.               | [ 24 ] |
| № 1337 (Mi #1569) № 1338 (Mi #1570) № 1339 (Mi #1571) № 1340 (Mi #1572) № 1337—1340 (Mi #1569—1572BL124)                                                  |             | Всемирное культурное наследие России. Историко-культурный комплекс Соловецких островов: - Свято-Троицкий скит. XVII в. - Свято-Сергиевский скит. XIX в. - Соловецкий монастырь. XV в. - Церковь ап. Андрея Первозванного. XVIII в. | 12.00 руб.                    | 27 июля     | 120 000                | Лучникова О.              | [ 25 ] |
| № 1341 (Mi #1574) |             | Символ Москвы «Святой Георгий Победоносец». | 9.00 руб.                     | 6 августа   | 1 500 000              | Поварихин А.              | [ 26 ] |
| № 1342 (Mi #1573) |             | Исторический символ Санкт-Петербурга. Кораблик на шпиле Адмиралтейства | 6.60 руб.                     | 6 августа   | 750 000                | Поварихин А.              | [ 27 ] |
| № 1343 (Mi #1575) (Mi #1575KB) № 1344 (Mi #1576) (Mi #1576KB) № 1345 (Mi #1577) (Mi #1577KB) № 1346 (Mi #1578) (Mi #1578KB) № 1343—1346 (Mi #1575—1578KB) |             | Архитектурные сооружения. Мосты: - Нижний Новгород. Сартаковский мост через р. Ока. - Ханты-Мансийск. Мост через р. Иртыш. - Сочи. Виадук через долину р. Мацеста. - Ростов-на-Дону. Мост через р. Дон. | 6.00 7.00 8.00 9.00 руб.      | 12 августа  | 840 000 70 000 100 000 | Московец А.               | [ 28 ] |
| № 1347 (Mi #1579) № 1348 (Mi #1580) № 1349 (Mi #1581) № 1350 (Mi #1582) № 1351 (Mi #1583) № 1347—1351 (Mi #1579—1583BL125)                                |             | Города воинской славы: - Белгород. - Курск. - Орёл. - Полярный. - Ржев. | 10.00 руб.                    | 24 августа  | 115 000                | Бельтюков В.              | [ 29 ] |
| № 1352 (Mi #1584BL126) |             | 1150 лет Великому Новгороду. Старинное изображение Новгородского кремля со стилизованным Софийским собором и гербом города на фоне берестяной грамоты. | 10.00 руб.                    | 4 сентября  | 100 000                | Керносов А.               | [ 30 ] |
| № 1353 (Mi #1585) № 1354 (Mi #1586) № 1355 (Mi #1587) № 1353—1355 (Mi #1585—1587BL127)                                                                    |             | История казачества российского: - Ермак Тимофеевич. - Семён Иванович Дежнёв. - Матвей Иванович Платов. | 10.00 руб.                    | 15 сентября | 100 000                | Бельтюков В.              | [ 31 ] |
| № 1356 (Mi #1589) (Mi #1589KB) № 1357 (Mi #1590) (Mi #1590KB) № 1358 (Mi #1591) (Mi #1591KB) № 1359 (Mi #1588) (Mi #1588KB) № 1356—1359 (Mi #1588—1591KB) |             | Культура народов России. Народные костюмы (головные уборы): - Московская губерния. Девичья повязка. Середина XIX в. - Нижегородская губерния. Свадебный венец. Середина XIX в. - Ярославская губерния. Женский кокошник. Середина XIX в. - Тверская губерния. Мужская шляпа. 2-я половина XIX в. | 9.00 руб.                     | 23 сентября | 550 000 50 000 85 000  | Бодрова М.                | [ 32 ] |
| № 1372 (Mi #1604) |             | Всемирная продовольственная программа ООН. | 10.00 руб.                    | 7 октября   | 150 000                | Бетрединова Х.            | [ 33 ] |
| № 1373 (Mi #1605) |             | 200 лет со дня рождения В. И. Истомина, героя Севастопольской обороны 1854—1855 гг. Портрет В. И. Истомина, фрагмент линейного корабля «Париж» с развевающимся Андреевским флагом, сцена обороны Севастополя. | 10.00 руб.                    | 14 октября  | 200 000                | Керносов А.               | [ 34 ] |
| № 1374 (Mi #1606) |             | Безопасность дорожного движения. | 9.00 руб.                     | 22 октября  | 200 000                | Дробышев А.               | [ 35 ] |
| № 1375 (Mi #1607) (Mi #1607KB) |             | 75 лет званию Героя Советского Союза. Медаль «Золотая звезда». | 9.00 руб.                     | 29 октября  | 750 000                | Московец А.               | [ 36 ] |
| № 1376 (Mi #1608BL128) |             | История Российского государства. 300 лет со дня рождения Елизаветы Петровны (1709—1761), императрицы. Портрет Елизаветы Петровны, Зимний дворец. | 40.00 руб.                    | 6 ноября    | 110 000                | Клочкова О. Балиев Г.     | [ 37 ] |
| № 1377 (Mi #1609) |             | 200 лет транспортному ведомству России. Герб Министерства транспорта РФ и российский флаг. | 9.00 руб.                     | 9 ноября    | 200 000                | Поварихин А.              | [ 38 ] |
| № 1378 (Mi #1610) |             | 200 лет. Высшее театральное училище имени М. С. Щепкина. | 10.00 руб.                    | 25 ноября   | 200 000                | Московец А.               | [ 39 ] |
| № 1379 (Mi #1611) |             | Договору об Антарктике 50 лет. Вездеход «Харьковчанка-2», метеорологический зонд, солнечная батарея, автоматическая метеостанция — на фоне контуров Антарктики и флага Российской Федерации. | 15.00 руб.                    | 30 ноября   | 180 000                | Дробышев А.               | [ 40 ] |
| № 1380 (Mi #1612) (Mi #1612KB) |             | С Новым годом! Спасская и Сенатская башни Кремля, купол Сената на фоне стилизованной снежинки. | 9.00 руб.                     | 1 декабря   | 900 000 100 000        | Лучникова О.              | [ 41 ] |
| № 1381 (Mi #1613) |             | 50 лет. Ракетные войска стратегического назначения. Эмблема ракетных войск стратегического назначения, подвижной грунтовой ракетный комплекс «Тополь», пуск тяжелой ракеты «Воевода». | 9.00 руб.                     | 10 декабря  | 200 000                | Яковлева О.               | [ 42 ] |
| № 1382 (Mi #1614) (Mi #1614KB) № 1383 (Mi #1615) (Mi #1615KB) № 1384 (Mi #1616) (Mi #1616KB) № 1385 (Mi #1617) (Mi #1617KB)                               |             | Фонтаны России: - Верхняя Пышма. - Нижний Новгород. - Новый Уренгой. - Ярославль. | 9.00 10.00 12.00 15.00 руб.   | 15 декабря  | 400 000 50 000         | Лучникова О.              | [ 43 ] |

## Шестой выпуск стандартных марок
Порядок следования элементов в таблице соответствует номеру по каталогу марок России на официальном сайте издатцентра «Марка», в скобках приведены номера по каталогу «Михель».
| № | Изображение | Описание | Номинал                                                               | Дата      | Тираж            | Художник                   | П      |
| --- | ----------- | --- | --------------------------------------------------------------------- | --------- | ---------------- | -------------------------- | ------ |
| № 1360 (Mi #1592) № 1361 (Mi #1593) № 1362 (Mi #1594) № 1363 (Mi #1595) № 1364 (Mi #1596) № 1365 (Mi #1597) № 1366 (Mi #1598) № 1367 (Mi #1599) № 1368 (Mi #1600) № 1369 (Mi #1601) № 1370 (Mi #1602) № 1371 (Mi #1603) № 1360—1371 (Mi #1592—1603KB) |             | Шестой выпуск стандартных почтовых марок Российской Федерации: - Астраханский кремль. - Зарайский кремль. - Казанский кремль. - Коломенский кремль. - Ростовский кремль. - Нижегородский кремль. - Новгородский кремль. - Псковский кремль. - Московский Кремль. - Рязанский кремль. - Тобольский кремль. - Тульский кремль. | 1.00 1.50 2.00 2.50 3.00 4.00 5.00 6.00 10.00 25.00 50.00 100.00 руб. | 1 октября | массовый 150 000 | Бетрединова Х. Керносов А. | [ 44 ] |

## Комментарии
1. ↑  Ниже приведён перечень коммеморативных марок (с возможностью сортировки по номиналу, тиражу и дате введения в обращение).
2. ↑  Ниже приведён перечень стандартных марок (с возможностью сортировки по номиналу, тиражу и дате введения в обращение).